# Cliff Richard
Pour les articles homonymes, voir Richard.
 (mai 2010).
Si vous disposez d'ouvrages ou d'articles de référence ou si vous connaissez des sites web de qualité traitant du thème abordé ici, merci de compléter l'article en donnant les références utiles à sa vérifiabilité et en les liant à la section « Notes et références ».
Cliff Richard, né Harry Rodger Webb le 14 octobre 1940 à Lucknow (Inde), est un chanteur de rock britannique.
D'abord perçu comme la réponse britannique à Elvis Presley, son idole, il a été une star majeure du rock dans toute l'Europe de 1958 à 1963, avant l'émergence des Beatles, et reste très populaire au Royaume-Uni, en Australie, en Nouvelle-Zélande et au Japon.
En France, quantité de ses chansons ont été adaptées par des artistes de l'époque yéyé, de Johnny Hallyday à Claude François en passant par Les Chats Sauvages, Les Chaussettes Noires, Les Pirates, Les Vautours, le groupe de Vic Laurens. Sa gloire s'est alors combiné à celle de son groupe accompagnateur, les Shadows. En revanche, il n'est jamais parvenu à vraiment percer en France et aux États-Unis, où il n'a accédé qu'à deux reprises au « top ten ».[réf. nécessaire]

## Biographie
Harry Rodger Webb est né en 1940, en Inde, alors colonie britannique. Outre Cliff, ses parents ont eu trois filles. En 1948, à la suite de l'indépendance de l'Inde, la famille se rapatrie au Royaume-Uni pour s'établir d'abord à Carshalton, puis en 1949 à Waltham Cross dans le Hertfordshire, et enfin en 1950 à Cheshunt, où le jeune Harry Webb fait ses études secondaires pour en sortir avec l'équivalent d'un baccalauréat littéraire. Il prit ensuite un emploi administratif, mais dès lors son intérêt est principalement tourné vers la musique, en particulier le skiffle, très en vogue en Grande-Bretagne dans ces années-là. Alors qu'il a seize ans, son père lui achète sa première guitare. Harry Webb forme en 1957 son premier groupe, les Quintones, prend ensuite la place de chanteur dans un autre orchestre, le Dick Teague Skiffle Group, et se joint enfin à un ensemble de rock appelé les Drifters (à ne pas confondre avec les Drifters américains), dont le principal guitariste est alors Ian Samwell. C'est à cette époque que Harry Webb change de prénom pour prendre celui de Cliff, qui est un diminutif courant de Clifford ou Clifton mais signifie aussi en anglais « falaise », ce qui s'associe à la notion de « rock ». Et sur la suggestion de Ian Samwell, il prend en 1958 pour patronyme de scène « Richard », en hommage au rocker considéré comme le plus extrême de l'époque, Little Richard. Et c'est en tant que « Cliff Richard and the Drifters » que le groupe enregistre chez Columbia Graphophone Company (groupe EMI) son premier single, produit par Norrie Paramor, avec en face A Move It, une composition de Ian Samwell. Le disque sort le 29 août 1958 et grimpe en no 2 des Charts, c'est le début de la gloire.
Suivent les mois suivants trois autres singles qui positionnent Cliff Richard en équivalent anglais d'Elvis Presley, puis, en juillet 1959, le 45 tours Living Doll qui marque la consécration. Le disque est no 1, et pour la première fois, Cliff est réellement accompagné par les Drifters (pour les précédents enregistrements, on avait recouru à des musiciens de studio). À cette date, la composition des Drifters a été totalement changée, le groupe rassemble désormais Hank Marvin, Bruce Welch, Jet Harris, Tony Meehan. Le disque est distribué aux États-Unis, ce qui suscite des complications juridiques avec les Drifters américains. Aussi le groupe est-il renommé The Shadows. Tout en étant les accompagnateurs attitrés de Cliff, ils ont une relation contractuelle distincte avec le label Columbia. Ils sont payés pour enregistrer avec Cliff Richard mais ne touchent pas de pourcentage sur les ventes de disques, alors qu'ils peuvent publier des enregistrements à part sous leur propre nom de groupe.
Entre 1958 et 1963 Cliff Richard et les Shadows dominent outrageusement les « charts » britanniques. Leur son, renommé pour sa qualité exceptionnelle pour l'époque, se recentre sur un style pop moins brutal, mais générateur de ventes massives. Comme dira John Lennon, « avant Cliff et les Shadows, il n'y avait rien d'écoutable dans la musique anglaise ».

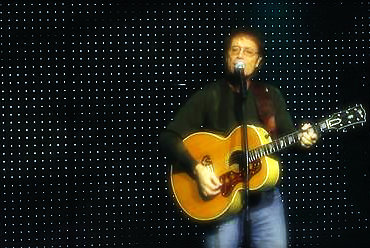
Cliff Richard

Les principaux succès de Cliff Richard accompagnés des Shadows furent : Move It (1958), Livin Doll (1959) , Travellin Light (1959), Please Don't Tease (1960), The Young Ones (1962), We Say Yeah (1962), Summer Holiday (1963). Sa reprise de Do You Wanna Dance? en 1962 inspire le tube français Douliou-douliou Saint-Tropez en 1964,.
Cliff Richard participe deux fois au Concours Eurovision de la chanson. Il termine deuxième en 1968 avec le tube international Congratulations et troisième en 1973 avec Power to All our Friends, certes un peu moins connu mais qui se vend néanmoins à plus d'un million d'exemplaires.
Après cette période musicalement hésitante, il revient à une musique populaire de qualité en 1975 avec une ballade phare dans sa carrière Miss You Nights et un 33 tours rock-pop de qualité, produit par Bruce Welch (membre du groupe The Shadows) I'm Nearly Famous, sorti en 1976. Elton John en fait la publicité. 
Devil Woman (1976), We don't Talk Anymore, Carrie (1979), Dreamin' (1980) , Wired for Sound (1981), The Only Way Out (1982), Ocean Deep (1983), Some People (1987), Mistletoe and Wine (1988), Saviour's Day  (1990), Peace In Our Time (1993), A Misunderstood Man (1995), The Millenium Prayer (1999), Santa's List (2003), Simplicity (2004).

### Vie personnelle
Cliff Richard possède une propriété viticole dans le sud du Portugal, à Albufeira, une propriété à la Barbade ainsi qu'en Angleterre et un appartement à Manhattan (New-York).
Cliff Richard dément le jeudi 14 août 2014 être impliqué dans une affaire d'agression sexuelle sur mineur dans les années 1980, après la révélation d'une perquisition dans un de ses appartements en Angleterre,. 
Le 25 février 2015, les forces de l'ordre déclarent que l'enquête a « progressé significativement » et que deux nouvelles victimes se sont déclarées. Le 16 juin 2016, il est décidé de ne pas poursuivre Cliff Richard faute de preuves et la police présente ses excuses pour la mauvaise gestion médiatique de ce dossier (qui aura finalement coûté 1 200 000 euros aux contribuables britanniques).

## Carrière
(septembre 2022).
Si vous disposez d'ouvrages ou d'articles de référence ou si vous connaissez des sites web de qualité traitant du thème abordé ici, merci de compléter l'article en donnant les références utiles à sa vérifiabilité et en les liant à la section « Notes et références ».
Cliff Richard a longtemps été l'artiste britannique ayant obtenu le plus de numéros 1 dans les hit-parades britanniques. Il totalise 14 numéros 1 dans les « charts » musicaux, ce qui le place à la troisième place des chanteurs ou groupes ayant obtenu le plus de no 1 au Royaume-Uni, derrière le chanteur américain Elvis Presley (21) et le groupe britannique The Beatles (17). Un autre chanteur britannique, Ed Sheeran, le rejoint à cette place en mars 2023 lorsqu'il obtient aussi son quatorzième no 1. Cliff Richard compte à cette date 68 « top ten » au Royaume-Uni. Seul Elvis Presley en a obtenu davantage (76).
Il est également très régulièrement classé dans les « charts » de ventes de DVD musicaux au Royaume-Uni.
Il est dans le Guinness Book des records britanniques pour sa carrière au sommet des « charts », dans chacune des cinq dernières décennies (1950, 1960, 1970, 1980, 1990...).
Il a séduit un public familial alors qu’il était considéré au début de sa carrière comme « trop sexy pour passer à la TV ». Son image et sa vie sont pétries par le christianisme.

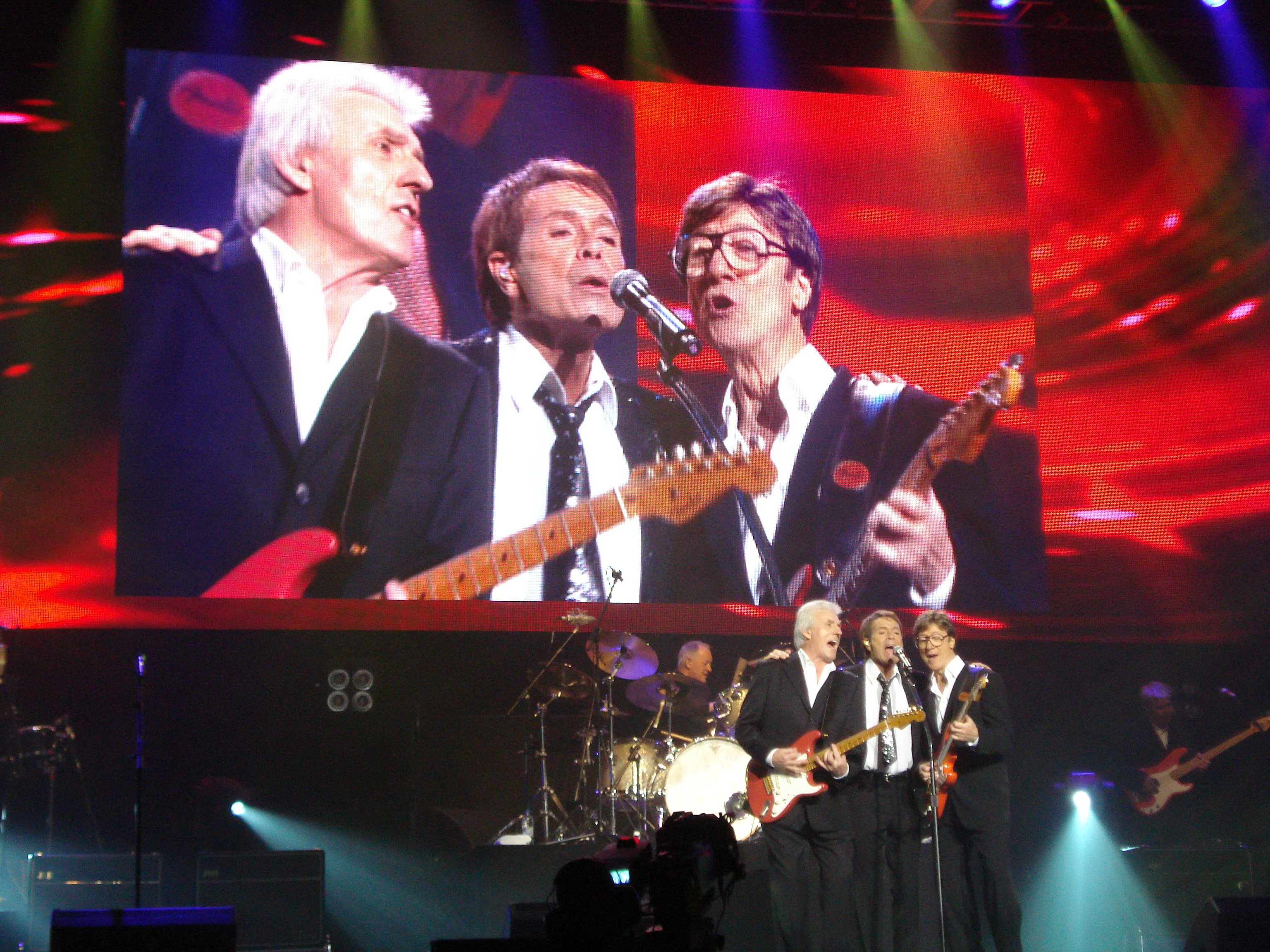
Cliff Richard sur scène, entre Bruce Welch (à gauche) et Hank Marvin

Il a sa « révélation divine » en 1966, lors d'un séminaire du pasteur Billy Graham. Il confie publiquement être chrétien en juin 1966, sur la scène de Earl's Court (Londres). Depuis, il vit en conscience avec sa foi et participe aussi régulièrement qu'il le peut à des œuvres caritatives. Il rappelle sa foi en Dieu régulièrement lors de ses concerts en chantant quelques titres à sa gloire.
Sa renommée et sa popularité auprès des familles britanniques sont sans doute aussi grandes que celles d'un Johnny Hallyday en France ou un Adriano Celentano en Italie.
Il a été fait officier de l'ordre de l'Empire britannique en 1980 et fait chevalier en 1995 par la reine Élisabeth II. Il est communément surnommé le « Peter Pan de la Pop » ou qualifié de « National Treasure » par les médias britanniques.
Il commercialise de nombreux produits dérivés dont le parfum Miss you Nights.
Sa tournée internationale World Tour (2003) est un succès public avec un  DVD enregistré en Nouvelle-Zélande. Sa tournée mondiale Now & Then (2006), sortie en DVD également, est un modèle de qualité artistique sur scène. En 2008, il effectue une tournée britannique The Time Machine Tour dont le DVD est classé premier dans les « charts » DVD anglais. Sa popularité est intacte après cinquante ans de carrière.
2009 et 2010 sont les années qui voient se réunir pour la dernière fois en tournée mondiale Cliff et les Shadows. La plupart des concerts anglais doivent être doublés à la suite de la demande importante du public. Ils sont en France pour la dernière fois ensemble en 2009 à Paris le 7 novembre et à Bruxelles le 8 novembre 2009. Le Nord de l'Europe suit en novembre 2009 et en 2010 c'est le tour de la Nouvelle-Zélande et de l'Australie. Un DVD de cette dernière tournée internationale est enregistré au concert de l'O2 de Londres.
Ensemble après cinquante ans de carrière, Cliff et les Shadows totalisent 19 numéros 1 dans les « charts » : 14 pour Cliff avec ou sans les Shadows et cinq numéros 1 pour les Shadows sans Cliff Richard.
Si les Shadows comptent s'arrêter de jouer ensemble après la tournée internationale 2009-2010, par contre Sir Cliff admet vouloir continuer tant que sa santé le lui permettra. Ils n'excluent cependant pas de se réunir à nouveau de façon ponctuelle pour des concerts ciblés, (telles des concerts de soutien à cause sociale ou humanitaire) mais il ne sera plus question de tournées internationales ensembles.
Le dernier DVD de leur tournée de réunion 2009-2010 est classé numéro 1 des ventes de DVD musicaux en Angleterre à la mi-novembre 2009.
Le nouveau DVD de Cliff Richard, STILL REELIN' AND A-ROCKIN' - LIVE, est numéro 1 du classement officiel britannique "Music Video Top 40 - 30th November 2013".
Le DVD souvenir de la tournée anglaise du 75e anniversaire de Cliff a été classé numéro 1 en fin d'année 2015.
Son répertoire, et celui des Shadows, qui ont nourri des générations de jeunes guitaristes, sont largement repris par des groupes amateurs dans le monde entier. L'un des plus actifs en France est le groupe "Guitar Express", auquel des membres des Shadows se sont joints à l'occasion : Bruce Welch et Brian Locking. Le Groupe est reconnu par l'association "Fan club de Cliff Richard et des Shadows en ayant participé à leurs réunions.

## Discographie

### Albums
- 1958 : Oh Boy !
- 1959 : Cliff (titre en France :Dance with Cliff Richard)
- 1959 : Cliff Sings
- 1960 : Me and My Shadows
- 1961 : Listen to Cliff
- 1961 : 21 Today
- 1961 : The Young Ones [soundtrack]
- 1962 : 32 Minutes & 17 Seconds
- 1962 : The Cliff Richard Show with The Shadows - Live at The ABC Kingston (UK 2002)
- 1963 : Summer Holiday [soundtrack]
- 1963 : Cliff's Hit Album
- 1963 : When In Spain
- 1963 : Wonderful Life [soundtrack]
- 1964 : Aladdin & His Wonderful Lamp [pantomime]
- 1965 : Cliff Richard
- 1965 : More Hits By Cliff
- 1965 : When In Rome
- 1965 : Love Is Forever
- 1966 : Kinda Latin
- 1966 : Thunderbirds Are Go [soundtrack]
- 1966 : Finders Keepers [soundtrack]
- 1967 : Cinderella [pantomime]
- 1967 : Don't Stop Me Now
- 1967 : Good News
- 1968 : Cliff In Japan
- 1968 : Two a Penny [soundtrack]
- 1968 : Established 1958
- 1968 : Hier ist Cliff
- 1969 : The Best Of Cliff
- 1969 : Sincerely
- 1970 : Live At The Talk of The Town
- 1970 : About That Man
- 1970 : Tracks 'n Grooves
- 1970 : His Land
- 1971 : Ich träume deine träume
- 1971 : 2 chansons française: L'amandier Sauvage, La Ballade De Baltimore
- 1972 : The Best Of Cliff - Volume 2
- 1973 : Live in Japan 1972 with Marvin & Farrar and back chorus Olivia Newton John (double album and single album released)
- 1973 : Power To All Our Friends
- 1973 : Seine Grossen Erfolge
- 1973 : Take Me High [soundtrack]
- 1973 : The Cliff Richard Story (coffret 6 LP)
- 1974 : Help It Along
- 1974 : The 31st of February Street
- 1975 : Japan Tour 1974 with Bruce Welch (double album)
- 1976 : When In France
- 1976 : I'm Nearly Famous
- 1977 : Every Face Tells a Story
- 1977 : 40 Golden Greats
- 1978 : Small Corners
- 1978 : Green Light
- 1979 : Thank You Very Much (live)
- 1979 : Rock n' Roll Juvenile
- 1979 : When In Germany - volume 1
- 1979 : When In Germany - volume 2
- 1979 : We Don't Talk Anymore
- 1980 : I'm No Hero
- 1981 : Love Songs
- 1981 : Wired For Sound
- 1982 : Now You See Me... Now You Don't
- 1983 : Dressed For The Occasion
- 1983 : Silver & Rock'n'Roll Silver (2 albums)
- 1984 : The Rock Connection
- 1986 : Time
- 1986 : Hunting Of The Snark
- 1987 : Always Guaranteed
- 1988 : Private Collection 1979-1988
- 1988 : Carols
- 1989 : Stronger
- 1990 : Knebworth
- 1990 : Cliff Richard Interview Festival San Remo 1989
- 1990 : From A Distance - The Event
- 1991 : Together With Cliff Richard
- 1992 : My Kinda Life Remember
- 1993 : The Album
- 1994 : Cliff Richard In Conversation
- 1994 : The Hit List - The Best Of 35 Years
- 1995 : Live & Guaranteed 1988
- 1995 : Songs From Heathcliff
- 1996 : At The Movies 1959 - 1974
- 1996 : Heathcliff Live
- 1997 : The Rock'n'Roll Years 1958-1963
- 1997 : On The Continent (coffret 5 CD)
- 1998 : Real As I Wanna Be
- 2000 : The Whole Story - His Greatest Hits
- 2001 : Wanted
- 2002 : The Singles Collection (coffret 6 CD)
- 2003 : My Songs
- 2003 : Sings The Standards
- 2003 : Cliff At Christmas
- 2004 : World Tour Live
- 2004 : Something's Goin' On
- 2005 : The Platinum Collection
- 2006 : Two's Company - The Duets
- 2007 : Love... The Album
- 2008 : And They Said It Wouldn't Last
- 2008 : 50th Anniversary Album
- 2009 : Cliff Richard and The Shadows - Reunited
- 2010 : Rockin' The 50's
- 2010 : Bold as Brass
- 2011 : Soulicious
- 2013 : The Fabulous Rock 'n' Roll Songbook (= 100e album)
- 2015 : 75 at 75 (Compilation)
- 2016 : Just... Fabulous Rock 'n' Roll
- 2018 : Rise Up
- 2020 : Music... The Air That I Breathe
- 2022 : Christmas with Cliff
- 2023 : Cliff with Strings - My Kinda Life
- 2024 : Cliff Richard & the Shadows - The Final Reunion

## Vidéographie
- Cliff Richard "Serious Charge" (fim 1959)
- Cliff Richard "Expresso Bongo" (film 1960)
- Cliff Richard & The Shadows "The Young Ones" (film 1961)
- Cliff Richard & The Shadows "Summer Holiday" (film 1963)
- Cliff Richard "Vienne reste toujours Vienne (Rote Lippen soll man küssen)", (film 1964)
- Cliff Richard & The Shadows "Wonderful life" (film 1964)
- Cliff Richard & The Shadows "Thunderbirds are go" (en marionnettes, film 1966)
- Cliff Richard & The Shadows "Finders keepers" (film 1966)
- Cliff Richard "Two a penny" (film 1968)
- Cliff Richard "His Land" (film documentaire 1970)
- Cliff Richard "Take me high" (film 1973)
- Cliff Richard & The Shadows "Thank you very much !" (1978)
- Cliff Richard "The Video Connection" (1983)
- Cliff Richard & The Shadows - "Together 1984" (1986)
- Cliff Richard "Rock in Australia" (1985)
- Cliff Richard "Private Collection" (1988)
- Cliff Richard "Live & Guaranteed" (1988)
- Cliff Richard "Dressed for the occasion" (1989)
- Cliff Richard & The Shadows "Knebworth" (1989)(avec d'autres artistes)
- Cliff Richard "From A Distance - The Event"(1990)
- Cliff Richard "Together with Cliff Richard" (1991)
- Cliff Richard "My Kinda life" (1992)
- Cliff Richard "All Access Areas - The Tour" (Wembley 1993)
- Cliff Richard "The Story so far" (1993)
- Cliff Richard with The Shadows "The Hit List - The Best of 35 years" (1994)
- Cliff Richard "Christmas with Cliff Richard" (1994)
- Cliff Richard "Hit List Live - Celebrating of 35 years of Top 5 Hits" (1995)
- Cliff Richard "Cliff at the movies" (1996)
- Cliff Richard "Heathcliff"(1997)
- Cliff Richard "The Making of Heathcliff - a dream came true" (1998)
- Cliff Richard "The 40th anniversary concert - as real as ever at The Royal Albert hall" (1998)
- Cliff Richard "An audience with Cliff Richard" (1999)
- Cliff Richard "Live in the Park" (1999)
- Cliff Richard "The Countdown Concert" (special Guest Hank Marvin)(2000)
- Cliff Richard "Unforgettable" (2001)
- Cliff Richard "The Hits I Missed" (2002)
- "Party at The Palace - The Queen's Golden Jubilee" Cliff Richard & autres artistes(2002)
- Cliff Richard "World Tour 2003"(2003)
- Cliff Richard "Live Castles in the air" (2004)
- Cliff Richard "On the beach / In Portugal" (2005)
- Dessin animé "It's a boy" Cliff Richard (2005)
- Cliff Richard "The Essential Music of Cliff Richard" (2006)
- Cliff Richard "Live here & Now" (2006)
- Cliff Richard "The Time Machine Tour" (2008)
- Cliff Richard "50th Anniversary Album" (2009)
- "Cliff Richard and The Shadows The Final Reunion" (2009)
- Cliff Richard "Bold As Brass" (octobre 2010)
- Cliff Richard "The Soulicious Tour, Live at The 02 " (novembre 2011)
- Cliff Richard "Still Reelin' and A-Rockin' Live in Sydney" (11 novembre 2013)
- Cliff Richard "75th Birthday Concert" au Royal Albert Hall (14 novembre 2015)
- Cliff Richard "It's Gonna Be OKAY" - Avec The Piano Guys, New York (25 mai 2017)
- Cliff Richard "60th Anniversary Concert" (2018)
- Cliff Richard "The Great 80 Tour" (2021)
- Cliff Richard "The Blue Sapphire Tour Live 2023" (2023)

## Filmographie
- 1959 : Teddy Boys (Serious Charge) de Terence Young

Summer Holidays